# جيمس سيكورد
جيمس أندرو سيكورد  (بالإنجليزية: James A. Secord)‏(من مواليد 18 مارس 195) مؤرخ أمريكي وأستاذ التاريخ وفلسفة العلوم في قسم التاريخ في جامعة كامبريدج. 